# Jonas T. Bengtsson
Jonas T. Bengtsson (født 27. april 1976) er en dansk forfatter fra Brønshøj i København. Han debuterede med romanen Aminas Breve i 2005, som han vandt BG Banks Debutantpris for. Siden har han udgivet romanerne Submarino (2008) og Et Eventyr (2011). Submarino blev i 2010 filmatiseret af Thomas Vinterberg og opnåede nomineringer til flere priser.